# Дјехтице
Дјехтице (слч. Dechtice) насељено је мјесто са административним статусом сеоске општине (слч. obec) у округу Трнава, у Трнавском крају, Словачка Република.

## Становништво
| Година:    | 1994. | 2004.   | 2014.   | 2024.   |
| ---------- | ----- | ------- | ------- | ------- |
| Број људи: | 1760  | 1796    | 1868    | 1721    |
| Разлика:   |       | +2,04 % | +4,00 % | -7,86 % |

| Година:    | 2023. | 2024.   |
| ---------- | ----- | ------- |
| Број људи: | 1748  | 1721    |
| Разлика:   |       | -1,54 % |

Према подацима о броју становника из 2024. године насеље је имало 1721 становника.